# Логотип Одессы

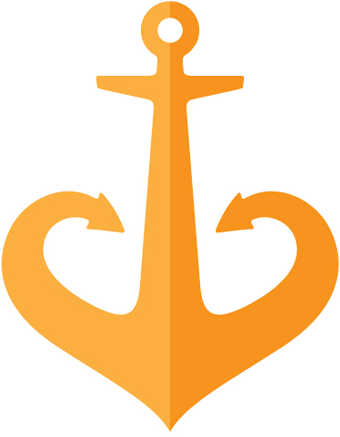
Логотип Одессы

Логоти́п Оде́ссы (укр. Логотип Одеси) — логотип, разработанный дизайнерской студией Артемия Лебедева для города Одессы. Одесский городской голова А. Костусев в августе 2012 года своим распоряжением рекомендовал «всем заинтересованным в развитии туристической отрасли использование туристического логотипа г. Одессы».

## Непризнанные проекты
В 2008—2010 годах городскими властями был проведён конкурс на лучший логотип и лозунг Одессы туристической . Жюри признало лучшим универсальную туристическую эмблему (логотип города), разработанную киевским дизайнером Денисом Богушем, представляющим агентство Bohush Communications, состоящую из слова «Одесса», слогана «море впечатлений» в виде волны и стилизованного улыбающегося солнца. Однако результаты конкурса официально утверждены не были — на утверждение Одесским городским советом этот логотип так и не был вынесен, так как он подвергся «шквалу критики» простых горожан. Конкурс был продолжен, но, несмотря на это, достичь цели и в этот раз не удалось .

## Дизайнерская разработка студии Артемия Лебедева
5 июня 2012 года дизайнерская студия Артемия Лебедева представила брендбук «Фирменный стиль Одессы», в который вошли фирменный логотип, шрифты, паттерн, каллиграфическая композиция и правила оформления «разных полезных вещей — от уличных табличек до сувенирных футболок». В тот же день в Одессе во время открытия городского туристического центра состоялась презентация нового логотипа.
По заявлению самого дизайнера, предложенный им логотип Одессы должен ассоциироваться с «якорем, сердцем, волнами, силой и маяком». Языковая часть композиции разработана на трёх языках — русском, украинском и английском. Каллиграфическая композиция представляет собой слоган «Я люблю Одессу», в которую вписан фирменный якорь, который по стандартам студии-разработчика может быть только красного цвета. В качестве фирменных шрифтов используются гарнитуры Меринг и Гросс Кунст.
По словам начальника департамента туризма Одесской городской администрации, Студия Артемия Лебедева сама вышла на городские власти и предложила свои услуги. Оплата услуг дизайнерской студии из городского бюджета не предусматривалась.

## Установка памятного знака в виде логотипа

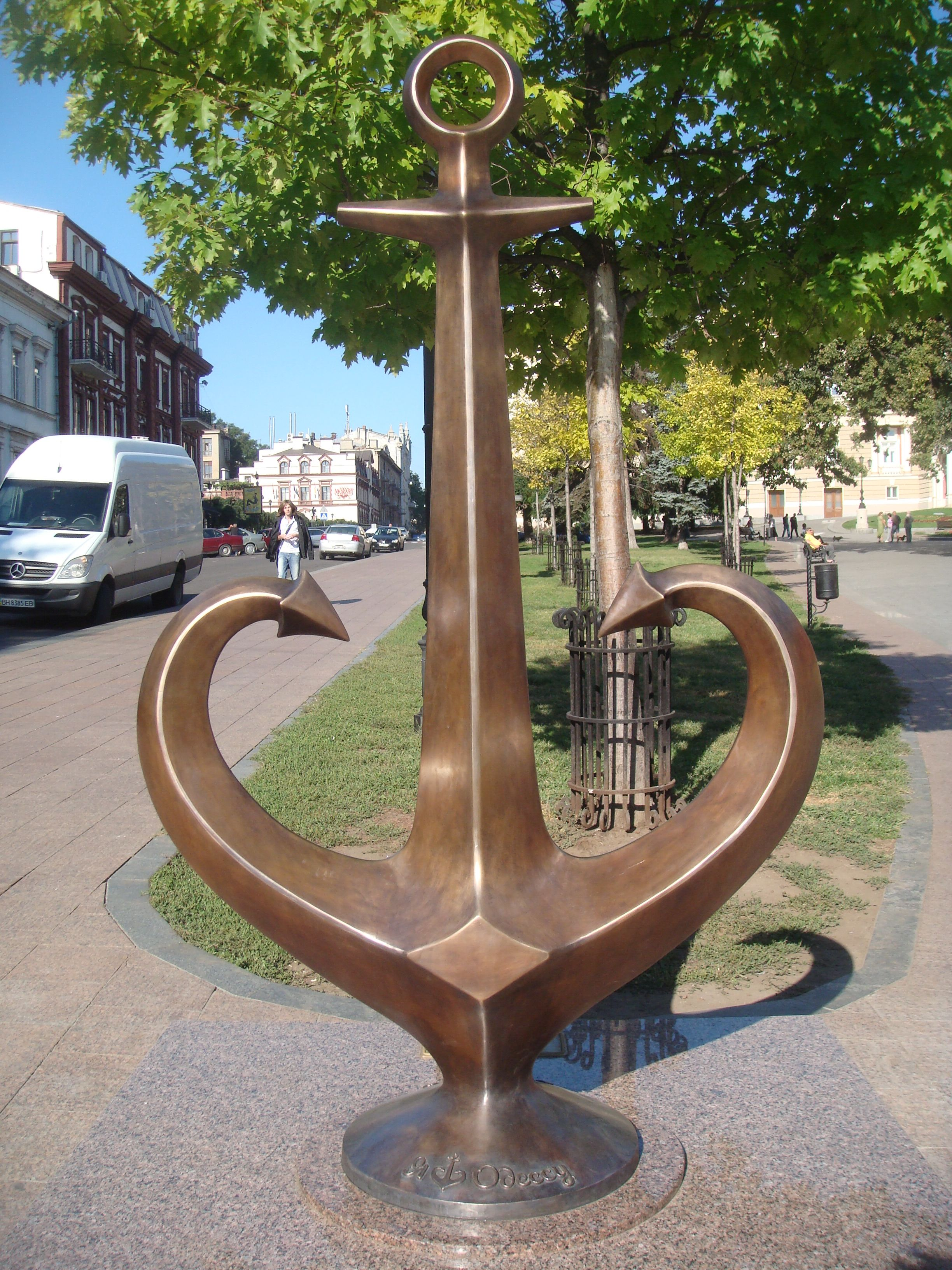
Бронзовый монумент на углу Итальянской(ранее Пушкинской) и Ланжероновской улиц

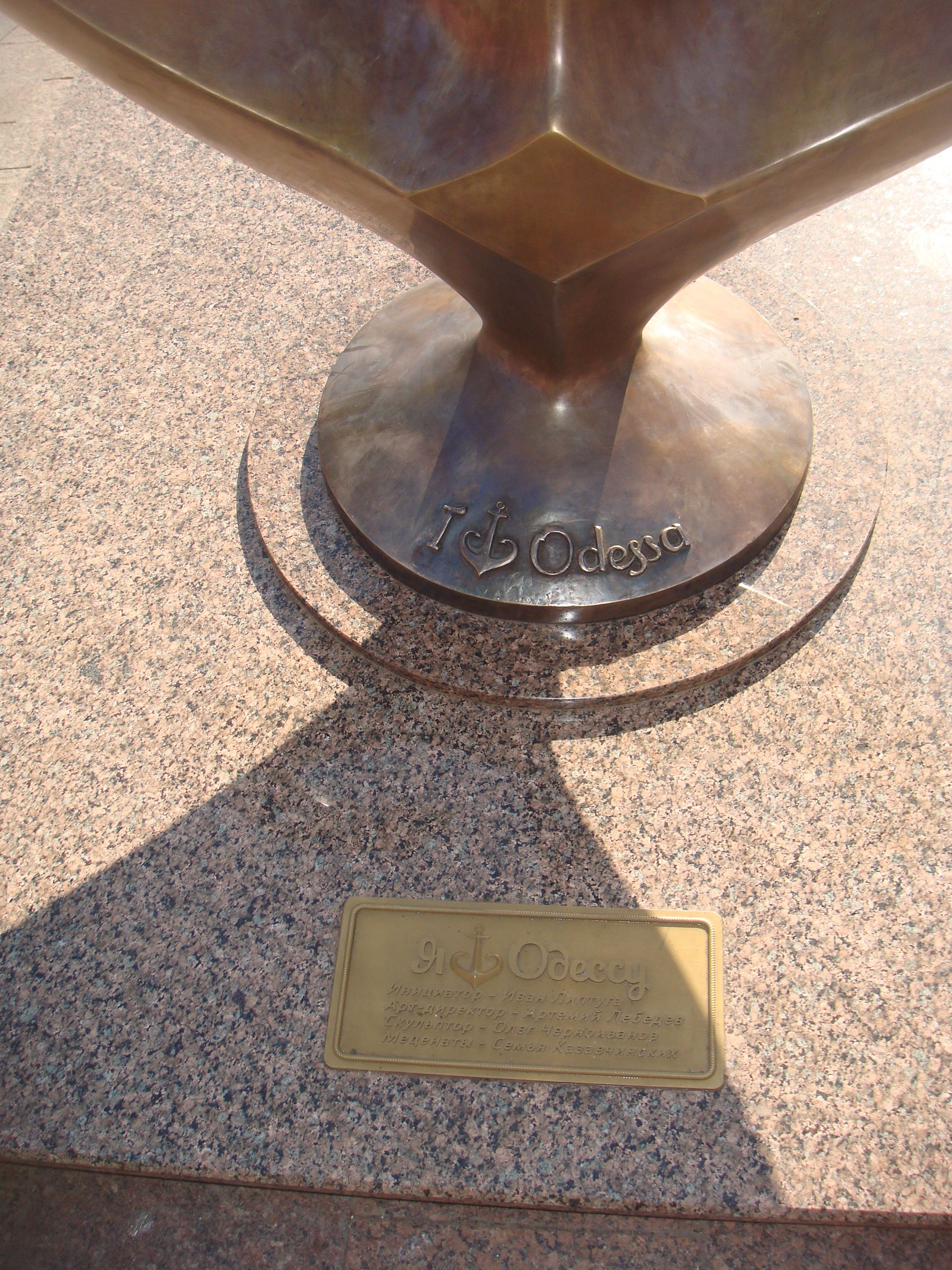
Табличка с указанием авторов и спонсоров монумента

Бронзовое изваяние логотипа — двухсоткилограммовая и двухметровая его объёмная копия — была 30 августа 2012 года доставлена в Одессу из Киева, из мастерской скульптора Олега Черноиванова, уже известного в Одессе своими работами (шесть скульптур в садике Литературного музея и эскизы, по которым происходило воссоздание памятника основателям Одессы). Идейным вдохновителем и автором проекта выступил совладелец логотипа Иван Липтуга, вице-президент компании «Пласке». Меценаты проекта — семья Казавчинских.
2 сентября 2012 года, в День города, состоялось торжественное открытие монумента, на котором среди прочих гостей присутствовали автор логотипа Артемий Лебедев и городской голова Одессы Алексей Костусев, который назвал логотип «блестящей находкой».
30 декабря 2015 года бронзовое изваяние логотипа было демонтировано после полученных повреждений в результате наезда автомобиля.
14 апреля 2023 года с памятника было удалено имя Артемия Лебедева.